# Stapelia maccabeana
Stapelia maccabeana är en oleanderväxtart som beskrevs av A. White och Sloane. Stapelia maccabeana ingår i släktet Stapelia och familjen oleanderväxter. Inga underarter finns listade i Catalogue of Life.